# Port lotniczy Mutare
Port lotniczy Mutare (ICAO: FVGR, IATA: UTA) – międzynarodowy port lotniczy położony w Mutare, w Zimbabwe. 